# Karl Golser
Karl Golser (ur. 16 maja 1943 w Cermes, zm. 25 grudnia 2016 w Bressanone) – włoski duchowny katolicki, biskup Bolzano-Bressanone w latach 2009-2011.

## Życiorys
Święcenia kapłańskie otrzymał 10 października 1968 i został inkardynowany do diecezji Bolzano-Bressanone. Po święceniach studiował przez kilka lat w Rzymie, zaś po powrocie do diecezji pracował w wielu jej parafiach. W latach 1977–1982 był członkiem Kongregacji Nauki Wiary, w latach 1991-2008 był diecezjalnym penitencjarzem, zaś w latach 2001-2007 przewodniczył bressanońskiej akademii teologicznej.
5 grudnia 2008 papież Benedykt XVI mianował go ordynariuszem diecezji Bolzano-Bressanone. Sakry biskupiej udzielił mu ówczesny patriarcha Wenecji, Angelo Scola.
27 lipca 2011 papież przyjął jego rezygnację, złożoną ze względu na zły stan zdrowia. Jego następcą został Ivo Muser.
Zmarł w Bressanone 25 grudnia 2016.